# Karniola
Karniola (latinsko Carniola ali Carneola) je bila zgodnjesrednjeveška slovanska kneževina na področju današnje osrednje Slovenije, južno od Karantanije. Zaradi redkih omemb v virih in pomanjkanja drugih podatkov je zgodovina Karniole polna neznank, nekateri zgodovinarji pa dvomijo, da je bila plemenska kneževina, ampak menijo, da je ime označevalo le pokrajino.

## Zgodovina
Med zgodovinarji in arheologi prevladuje mnenje, da se je na območju osrednje Slovenije, v zgornjem Posavju, na prehodu iz 8. v 9. stoletje razvila slovanska plemenska kneževina Karniola, katere središče je bilo v Carniumu (današnjem Kranju). Karniolo omenja langobardski kronist Pavel Diakon, pri opisu vdora čedajskega vojvode Ratchisa v Karniolo, ki jo Pavel Diakon opisuje kot domovino slovanov (Carniola, patria Sclavorum).
Ratchis denique aput Foroiuli dux, ut dixeramus, effectus, in Carniolam Sclavorum patriam cum suis ingressus, magnam multitudinem Sclavorum interficiens, eorum omnia devastavit.— Paulus Diaconus, Historia Langobardorum, Liber VI
  Na območju Ljubljane se je ohranilo obsežnejše lokalno koseško izročilo, ki bi lahko bilo povezano s Karniolo. Nekateri domnevajo, da je bil leta 795 v Frankovskih državnih analih omenjeni Vojnomir Slovan (Wonomyrus Sclavus) knez Karniolcev, vsekakor pa jih kot posebno državotvorno pleme (Carniolenses) isti vir omenja tudi leta 820, ko so bili v povezavi z uporom Ljudevita Posavskega podvrženi oblasti furlanskega grofa. Sprva je področje kneževine, ki je ležalo ob pomembnem vzhodnem dostopu v Italijo, zelo verjetno sodilo v vplivno območje avarske države, v času frankovskih vojn z Avari ob koncu 8. stoletja pa je bila kneževina vključena v frankovsko Furlansko vzhodno krajino, čeprav je najbrž ohranila svojo plemensko ureditev do 828, ko so Franki po porazu  Ljudevita Posavskega in po soočenju z nevarnostjo bolgarskih vpadov spremenili svojo upravno-teritorialno organizacijo in ozemlje razdelili med več mejnih grofij, najpomembnejša je bila Kranjska. Prav v času med propadom avarskega kaganata in ukinitvijo kneževine, naj bi se pod domnevah Petra Štiha Karniolci začeli oblikovati kot posebno pleme z lastno etnično identiteto. Uvedba neposredne grofovske uprave pa naj bi ta proces prekinila.
 Okoli leta 1000 je bila Kranjska mejna grofija, priključena Koroški vojvodini.

## Izvor imena
Ime Karniola je predslovansko in je pomanjševalnica starejšega pokrajinskega imena Karnija (lat. Carnia), ki je izviralo iz imena keltskega plemena Karnov. Do srede šestega stoletja se je za deželo zgornjega Posavja razširilo ime patria Carnium (domovina Karnov), iz tega izraza pa je nastal izraz Carne(i)ola, ki pomeni »Malo Karnijo«, in ki ga srečamo najkasneje v 8. stoletju. 